# Шаталов, Юрий Григорьевич
Ю́рий Григо́рьевич Шата́лов (23 марта 1945, Омск — 19 марта 2018, Москва) — советский хоккеист, заслуженный мастер спорта СССР (1974), чемпион мира и Европы.

## Биография
Воспитанник омского хоккея. Начал выступать за команду мастеров «Спартак» (Омск) в 16 лет. Играл в клубе вместе с Виктором Блиновым. В 28 лет начал выступать за сборную СССР.
Заслуженный мастер спорта (1974). В чемпионатах СССР провёл 441 матч, забросив 32 шайбы.
4 декабря 2007 года под своды ДС «Крылья Советов» был поднят стяг Юрия Шаталова.
После завершения карьеры игрока работал тренером на стадионе «Авангард» (Москва), работал в банке, занимался бизнесом. Регулярно выступал за команду «Легенды хоккея СССР». Дважды был женат, имел двух дочерей. В последние годы проживал в Москве.
Выступал в ветеранских турнирах в составе ХК «Легенды хоккея СССР»., являлся членом Правления Ночной хоккейной лиги и был куратором конференции «Сибирь».
Умер в Москве 19 марта 2018 года на 73-м году жизни. Похоронен на Троекуровском кладбище.

## Достижения
- Чемпион СССР 1968, 1974, второй призёр чемпионатов СССР 1969 и 1975, третий призёр 1973 и 1978 гг.
- Обладатель Кубка СССР 1968, 1969 и 1974 гг.
- Обладатель Кубка европейских чемпионов 1975 г.
- Чемпион мира и Европы 1974 г. (8 матчей, 1 шайба).
- Участник Суперсерии СССР-Канада (НХЛ) 2 матча и  Суперсерии СССР-Канада (ВХА) 1974 г. 4 матча 1 шайба